# Affaire Lively-Baldoni
 (mars 2025).
La mise en forme du texte ne suit pas les recommandations de Wikipédia : il faut le « wikifier ».
Les points d'amélioration suivants sont les cas les plus fréquents. Le détail des points à revoir est peut-être précisé sur la page de discussion.
- Les titres sont pré-formatés par le logiciel. Ils ne sont ni en capitales, ni en gras.
- Le texte ne doit pas être écrit en capitales (les noms de famille non plus), ni en gras, ni en italique, ni en « petit »…
- Le gras n'est utilisé que pour surligner le titre de l'article dans l'introduction, une seule fois.
- L'italique est rarement utilisé : mots en langue étrangère, titres d'œuvres, noms de bateaux, etc.
- Les citations ne sont pas en italique mais en corps de texte normal. Elles sont entourées par des guillemets français : « et ».
- Les listes à puces sont à éviter, des paragraphes rédigés étant largement préférés. Les tableaux sont à réserver à la présentation de données structurées (résultats, etc.).
- Les appels de note de bas de page (petits chiffres en exposant, introduits par l'outil «  Source ») sont à placer entre la fin de phrase et le point final[comme ça].
- Les liens internes (vers d'autres articles de Wikipédia) sont à choisir avec parcimonie. Créez des liens vers des articles approfondissant le sujet. Les termes génériques sans rapport avec le sujet sont à éviter, ainsi que les répétitions de liens vers un même terme.
- Les liens externes sont à placer uniquement dans une section « Liens externes », à la fin de l'article. Ces liens sont à choisir avec parcimonie suivant les règles définies. Si un lien sert de source à l'article, son insertion dans le texte est à faire par les notes de bas de page.
- La présentation des références doit suivre les conventions bibliographiques. Il est recommandé d'utiliser les modèles {{Ouvrage}}, {{Chapitre}}, {{Article}}, {{Lien web}} et/ou {{Bibliographie}}. Le mode d'édition visuel peut mettre en forme automatiquement les références.
- Insérer une infobox (cadre d'informations à droite) n'est pas obligatoire pour parachever la mise en page.

Pour une aide détaillée, merci de consulter Aide:Wikification.
Si vous pensez que ces points ont été résolus, vous pouvez retirer ce bandeau et améliorer la mise en forme d'un autre article.
Le texte peut changer fréquemment, n’est peut-être pas à jour et peut manquer de recul. 
Le titre et la description de l'acte concerné reposent sur la qualification juridique retenue lors de la rédaction de l'article et peuvent évoluer en même temps que celle-ci.
L'affaire Lively-Baldoni est un conflit opposant l'actrice Blake Lively et l'acteur et producteur Justin Baldoni.

Blake Lively(à gauche) et Justin Baldoni(à droite) lors de la première new-yorkaise du film Jamais plus, en août 2024

En 2023, il est annoncé que le roman d'amour à succès planétaire Jamais plus de Colleen Hoover va avoir droit à une adaptation cinématographique dont les personnages principaux seront interprétés par Blake Lively et Justin Baldoni. Le film est développé par Wayfarer Studios et Sony Pictures. Baldoni réalise et produit le film avec Blake Lively en tant que productrice déléguée,.
Le film connaît un succès commercial malgré des critiques peu enthousiastes, mais le tournage se passe mal. Sur le tournage, notamment de scènes intimes, Blake Lively se plaint de débordements physiques et verbaux de la part de Baldoni et de Jamey Heath, le producteur principal du film. Baldoni conteste ces allégations, mais un article du New York Times suggère ensuite qu'il a organisé une campagne méthodique de dénigrement de Lively pour discréditer les accusations.
Après la publication de cet article, Baldoni poursuit le New York Times, puis Lively, pour diffamation. Il accuse également Lively et son mari, Ryan Reynolds, d'extorsion. De son côté, Lively poursuit Baldoni pour harcèlement sexuel et pour avoir mené une campagne de représailles contre elle.

## Conflit lors de la promotion du film
Lors de la promotion du film Jamais plus, des internautes notent que Colleen Hoover et Lively, ainsi que plusieurs autres membres du casting, ont cessé de suivre Baldoni sur Instagram,. Baldoni est absent de la majeure partie de la promotion du film et les questions à son sujet sont souvent détournées,.
Durant cette période, les discussions sur les réseaux sociaux à propos de Lively deviennent plus critiques. Lively fait face à des critiques pour avoir fait la promotion de sa marque d'alcool tout en faisant la promotion d'un film sur la violence domestique, un problème souvent lié à la consommation d'alcool. Elle est également critiquée pour avoir promu le film de manière joviale, encourageant le public à « Amenez vos amis et mettez vos (robes à) fleurs » pour aller voir le film. Lively se fait également reprocher d'avoir fait la promotion de sa gamme de soins capillaires lors des événements de presse pour le film, ce que certains considèrent comme inapproprié étant donné l'accent mis par le film sur la violence conjugale.
Selon le Hollywood Reporter, une « fracture » aurait eu lieu entre Lively et Baldoni pendant la post-production du film. Le magazine révèle également que Baldoni aurait retenu les services des Melissa Nathan, une spécialiste des relations publiques ayant notamment représenté Johnny Depp pendant son procès contre Amber Heard, menant à davantage de spéculations concernant un conflit entre Baldoni et Lively.

## Réclamations initiales

### Plainte de Lively au Département des droits civiques de Californie
Le 20 décembre 2024, Lively dépose une plainte auprès du Département des droits civiques de Californie, alléguant que Baldoni et le producteur du film, Jamey Heath, ont créé un environnement de travail hostile par le biais de commentaires sexuels inappropriés et de non-respects des limites personnelles. Se basant sur la plainte, le New York Times rapporte, dans un article intitulé « We Can Bury Anyone: Inside a Hollywood Smear Machine. » (Nous pouvons enterrer n'importe qui : à l'intérieur d'une machine à diffamation hollywoodienne), que Baldoni a engagé une équipe de gestion de crise en matière de relations publiques pour « enterrer » Lively après qu'elle l'ait confronté au sujet du harcèlement présumé. Selon la plainte, Baldoni aurait improvisé des baisers non désirés avec Lively et lui aurait parlé ouvertement de sa vie sexuelle, tandis que Heath aurait montré à Lively une vidéo de sa femme nue, et les deux hommes seraient entrés à plusieurs reprises dans sa caravane de maquillage sans y être invités alors qu'elle était déshabillée, y compris pendant qu'elle allaitait. Des documents obtenus par Lively via une assignation à comparaître délivrée par le tribunal montreraient un effort coordonné de la part de Baldoni pour la discréditer à la fois sur les médias traditionnels et sur les réseaux sociaux. Wayfarer Studios, son cofondateur Steve Sarowitz, la publiciste de Baldoni Jennifer Abel, sa société RWA Communications, la spécialiste en communication de crise Melissa Nathan, sa société The Agency Group PR LLC (TAG), l'entrepreneur Jed Wallace et sa société de relations publiques Street Relations Inc. sont également listés dans la plainte de Lively en tant que défendeurs.
Avant la reprise du tournage après la grève de la Writers Guild of America de 2023, Wayfarer Studios aurait accepté, selon le New York Times, de mettre en œuvre des mesures de protection, notamment la mise à disposition d'un coordinateur d'intimité à temps plein et le recours à un producteur extérieur. Lively et Reynolds auraient notamment eu une réunion pour présenter leur liste de demandes aux studios Wayfarer, qui incluaient « ne plus montrer de vidéos ou d'images de femmes nues à Lively ; plus aucune mention de la prétendue « addiction à la pornographie » antérieure de Baldoni ; plus aucune discussion sur les expériences sexuelles devant Lively et d'autres personnes ; plus aucune mention des organes génitaux des acteurs et de l'équipe ; et plus aucune demande de renseignements sur le poids de Lively. »,.
Selon les documents examinés par le New York Times, après que Lively ait exprimé ses inquiétudes, Baldoni et le producteur Jamey Heath auraient embauché des experts en gestion de crise qui auraient coordonné les efforts pour « détruire » la réputation de Lively par le biais de campagnes sur les réseaux sociaux et d'un placement stratégique dans les médias.
En réaction à l'article du New York Times Baldoni et son avocat, Bryan Freedman, publient une déclaration décrivant les affirmations de Lively comme « complètement fausses, scandaleuses et intentionnellement salaces »,.

### Réactions initiales et retombées
Le 21 décembre 2024, l'agence artistique WME abandonne Baldoni comme client,,. Colleen Hoover, l'autrice du roman sur lequel le film est basé, publie une déclaration en faveur de Lively. Le syndicat des acteurs SAG-AFTRA exprime également son soutien à Lively, en publiant une déclaration disant : « Nous saluons son courage à dénoncer les représailles et le harcèlement, ainsi que sa demande de désigner un coordinateur de l'intimité pour toutes les scènes comportant de la nudité ou du contenu sexuel. Il s'agit d'une étape importante qui contribue à garantir un plateau de tournage sûr. ».
Baldoni, qui avait été annoncé comme le lauréat du Voices of Solidarity Award, voit son prix officiellement annulé. Vital Voices, le sponsor du prix, explique que sa décision est basée sur des communications rapportées entre Baldoni et ses publicistes, qui ont été publiées par le New York Times.
Liz Plank, co-animatrice de Man Enough avec Baldoni, démissionne du podcast en réaction aux allégations. Sony Pictures publie une déclaration soutenant Lively, ajoutant : « Nous condamnons fermement toute atteinte à sa réputation. De telles attaques n'ont pas leur place dans notre entreprise ni dans la société civile. ».
En réponse au dépôt de plainte de Lively, Freedman maintient que les allégations sont « complètement fausses » et suggére également que les messages texte partagés par Jones avec le New York Times ont été « soigneusement sélectionnés » pour faire paraître ses clients sous un jour défavorable,. Selon Freedman, les messages texte ont été sortis de leur contexte par Jones et Lively de manière à altérer leur signification ; il déclare également n'avoir « jamais vu un tel niveau de comportement contraire à l'éthique intentionnellement alimenté par la manipulation des médias. ».

## Poursuites judiciaires

### Poursuites de Stephanie Jones contre Baldoni
Le 24 décembre 2024, Stephanie Jones, l'ancienne publiciste de Baldoni, dépose une plainte à New York pour rupture de contrat et diffamation contre Baldoni, Wayfarer Studios et ses anciennes employées. Jones affirme avoir été forcée d'arrêter de représenter Baldoni et Wayfarer Studios en raison de préoccupations concernant la révélation par Lively d'accusations de mauvaise conduite. La poursuite allègue que Jennifer Abel et Melissa Nathan, anciennes employées du cabinet de relations publiques de Jones, ont conspiré pendant des mois pour fragiliser Jones et son cabinet de relations publiques, Jonesworks, en débauchant des clients et des perspectives tout en la blâmant pour leur campagne de diffamation. Elle cite des messages texte et des courriels récupérés sur le téléphone fourni par l'entreprise à Abel, obtenus après son licenciement, qui a coïncidé avec la séparation de l'entreprise de Baldoni et Wayfarer.

### Poursuite de Baldoni contre leNew York Times

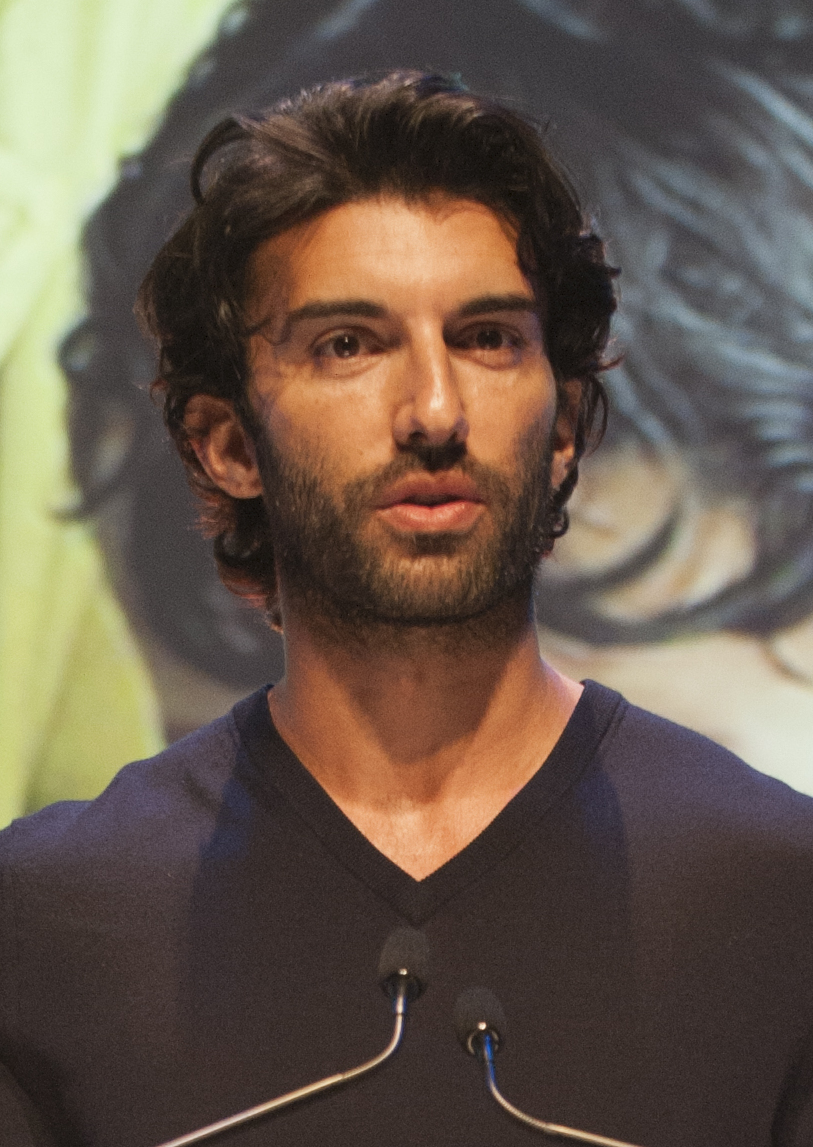
Justin Baldoni en 2017

En réponse à l'article, Baldoni intente une poursuite en diffamation de 250 millions de dollars contre le New York Times, l'accusant d'avoir promu un « récit non-vérifié et auto-complaisant » utilisant « des communications sélectionnées avec soin et modifiées, dépourvues de tout contexte nécessaire » et ignorant les preuves qui mettraient en doute les affirmations de Lively. Wayfarer Studios, Heath, Sarowitz, Nathan, TAG, Abel, RWA Communications, Wallace et Street Relations sont également plaignants dans cette affaire,. L'avocat de Baldoni déclare : « Dans cette campagne de diffamation vicieuse entièrement orchestrée par Lively et son équipe, le « New York Times » s'est plié aux désirs et aux caprices de deux puissantes élites « intouchables » d'Hollywood, ignorant les pratiques et l'éthique journalistiques autrefois dignes de la publication vénérée en utilisant des textes trafiqués et manipulés et en omettant intentionnellement des textes qui contredisent leur récit de relations publiques choisi. ».
La plainte de Baldoni stipule que « L'utilisation cynique par Lively des allégations de harcèlement sexuel pour affirmer un contrôle unilatéral sur tous les aspects de la production était à la fois stratégique et manipulatrice… Parallèlement, son image publique a souffert d'une série de bévues médiatisées, qu'elle a tenté de détourner en accusant les plaignants d'être responsables de l'intérêt du public pour les faiblesses d'une célébrité de premier plan. Ce n'est qu'une excuse. La célébrité est une arme à double tranchant, mais la tactique de Lively est ici inadmissible. ».
Le New York Times défend ses actions, déclarant : « Le rôle d'un média indépendant est de suivre les faits là où ils mènent. Notre article a été rédigé avec minutie et responsabilité. Il s'appuie sur l'analyse de milliers de pages de documents originaux, notamment les SMS et les courriels que nous citons fidèlement et longuement dans l'article. ».

### Poursuite de Lively contre Baldoni

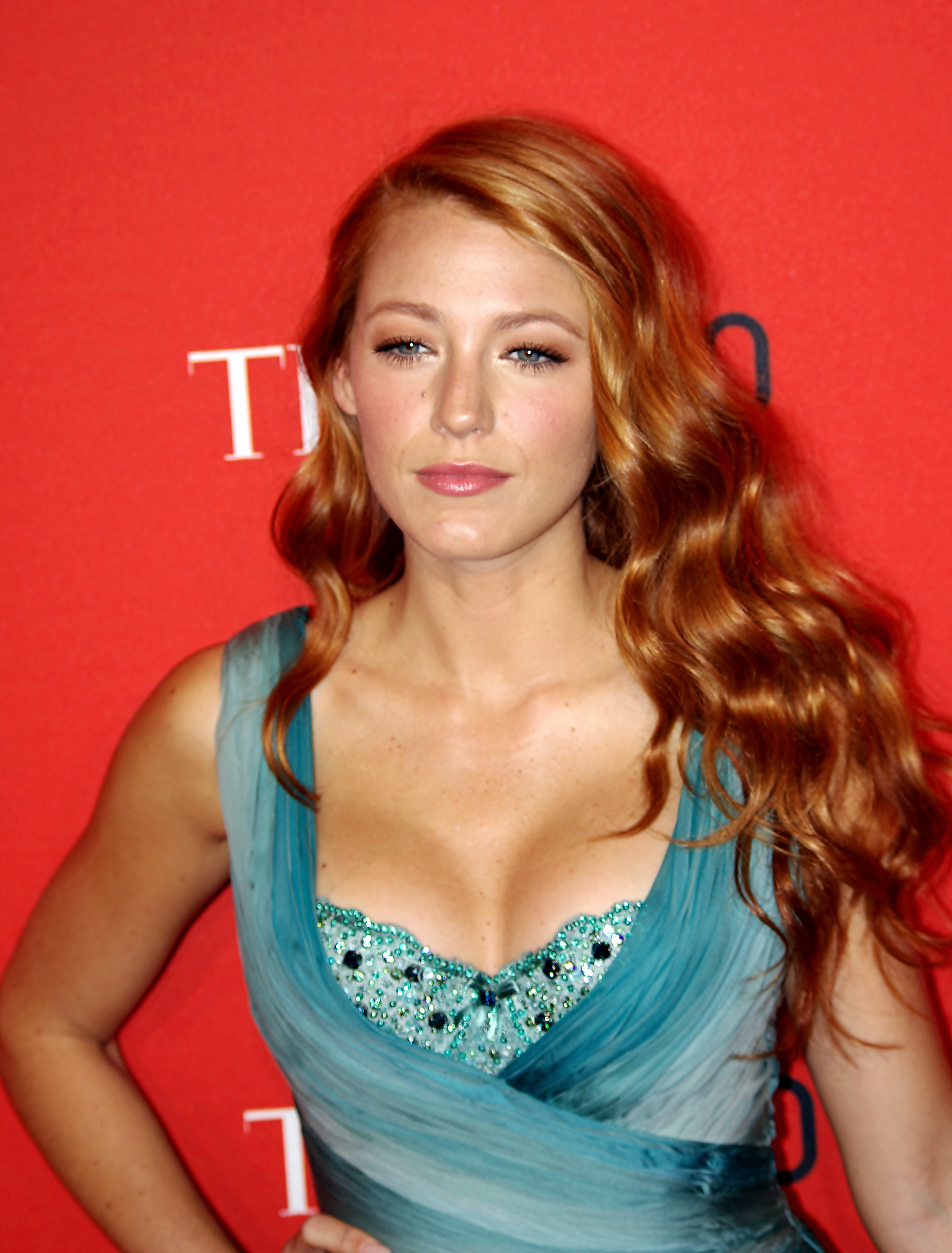
Blake Lively en 2011

Simultanément à la poursuite de Baldoni contre le New York Times, Lively dépose une plainte fédérale contre Baldoni le 31 décembre 2024, abordant les mêmes problèmes qu'elle avait soulevés dans sa plainte auprès du Département des droits civiques de Californie. Le journaliste Matt Schimkowitz soutient : « Ironiquement, le procès intenté par Baldoni a pratiquement mis Lively au défi de faire ceci, en arguant que son dépôt de plainte auprès du Département des droits civiques de Californie la semaine dernière visait à éviter l'examen d'une plainte. Malheureusement pour Baldoni, ce dernier dépôt rend ses défenses encore plus confuses. ».
Les représentants de Lively répondent directement à la poursuite de Baldoni, en déclarant : « Cette action en justice repose sur l'hypothèse manifestement fausse selon laquelle la plainte administrative de Mme Lively contre Wayfarer et d'autres personnes était une ruse motivée par son choix de « ne pas porter plainte contre Baldoni et Wayfarer » et que « la poursuite n'a jamais été son objectif ultime ». Comme le démontre la plainte fédérale déposée par Mme Lively plus tôt dans la journée, ce cadre de référence pour l'action en justice contre Wayfarer est faux. Bien que nous ne débattions pas de cette affaire dans la presse, nous encourageons le public à lire la plainte de Mme Lively dans son intégralité. Nous sommes impatients de répondre à chacune des allégations de Wayfarer devant les tribunaux. ».
La plainte de Lively allègue que Baldoni et son équipe de relations publiques ont orchestré une campagne sophistiquée à plusieurs niveaux pour nuire à sa réputation en représailles pour avoir dénoncé une inconduite sexuelle sur le tournage du film. La plainte nomme Baldoni, son studio de cinéma, Wayfarer, et les représentantes de relations publiques Melissa Nathan et Jennifer Abel. Les avocats de Lively affirment que Wayfarer et ses associés ont violé la loi fédérale et celle de l'État de Californie en exerçant des représailles contre elle après qu'elle a signalé des cas de harcèlement sexuel et de problèmes de sécurité au travail. La déclaration accuse également Baldoni d'avoir initié des avances physiques non désirées, affirmant que lorsque Lively ou d'autres personnes évitaient son contact, Baldoni et Heath ripostaient en devenant irrités, froids et peu coopératifs. Lively affirme avoir été forcée de travailler dans un « environnement hostile et instable ».
Le 18 février, Lively dépose une plainte amendée, ajoutant une accusation de diffamation en raison de « fausses déclarations répétées que les défendeurs ont faites au sujet de Mme Lively depuis qu'elle a déposé sa plainte initiale », et affirmant que d'autres femmes sont prêtes à témoigner avoir été mises « mal à l'aise » par Baldoni pendant le tournage du film.

#### Abandon des accusations d'infliction de détresse émotionnelle
Le 2 juin 2025, Baldoni demande au juge de forcer Lively à fournir ses notes de thérapie et ses dossiers médicaux afin de préparer sa défense contre les accusations d'Infliction intentionnelle de détresse émotionnelle (en) et d'Infliction négligente de détresse émotionnelle (en), arguant qu'« En alléguant qu'elle a subi des blessures physiques et émotionnelles, Mme Lively a mis en cause son état physique et mental et doit, à son tour, produire des informations et des documents pertinents (y compris) des dossiers psychiatriques. En d'autres termes, Mme Lively a renoncé à tout privilège de confidentialité médecin-patient. » Selon les avocats de Baldoni, les avocats de Lively affirment que la révélation de ces documents n'est plus nécessaire car elle a l'intention d'abandonner les accusations correspondantes. Cependant, toujours selon les avocats de Baldoni, les avocats de l'actrice insisteraient pour que cet abandon soit « sans préjudice », c'est-à-dire que Lively conserverait la possibilité de redéposer les accusations éventuellement. Ainsi selon les avocats de Baldoni, « Mme Lively veut simultanément : (a) refuser de divulguer les informations et les documents nécessaires pour prouver qu'elle a souffert de détresse émotionnelle et/ou que les parties Wayfarer en sont la cause ; et (b) conserver le droit de déposer à nouveau ses demandes explosives à une date inconnue devant ce tribunal ou un autre tribunal après la fermeture de la période d'enquête »,.
En réaction, les avocats de Mme Lively, Esra Hudson et Mike Gottlieb, demandent au juge de d'exclure la demande de Baldoni du dossier, la qualifiant de « coup médiatique » et arguant qu'ils ne font que « rationaliser et cibler » la poursuite. Selon les avocats, « La stratégie de Baldoni-Wayfarer consistant à déposer des plaintes pour représailles les a exposés à de nouvelles demandes de dommages et intérêts en vertu de la loi californienne, rendant certaines des demandes initiales de Mme Lively inutiles. Mme Lively continue d'invoquer la détresse émotionnelle dans le cadre de nombreuses autres demandes dans son procès, telles que le harcèlement sexuel et les représailles, ainsi que des dommages et intérêts compensatoires supplémentaires et importants pour toutes ses demandes »,.
Le 3 juin, le juge Lewis Liman rejette la demande de Baldoni de forcer Lively à fournir ses documents médicaux « sur la base de la déclaration de la plaignante selon laquelle les réclamations concernées seront retirées ». Il rejette cependant également la demande de Lively de déclarer l'abandon sans préjudice des accusations d'infliction de détresse émotionnelle, statuant que les parties doivent s'entendre sur la question de savoir si l'abandon est avec ou sans préjudice ou Lively doit déposer une demande formelle d'abandon des accusations. Le juge ajoute que « Pour éviter toute ambiguïté, si les réclamations ne sont pas rejetées, le tribunal empêchera Lively de présenter toute preuve de détresse émotionnelle »,.
Le 10 juin, le juge précise, à la demande des avocats de Lively, que sa décision ne concerne que la preuve médicale de détresse émotionnelle et qu'elle n'empêche pas Lively de présenter des preuves de détresse émotionnelle ordinaire. En réaction, les avocats de Lively déclarent : « Nous sommes heureux que le tribunal ait confirmé aujourd'hui que Mme Lively peut effectivement présenter des preuves et des témoignages concernant sa détresse émotionnelle, ce qu'elle entend faire. Sa décision de rejeter ses causes d'action spécifiques pour détresse émotionnelle ne l'empêche pas de présenter ces preuves, car la détresse émotionnelle est un élément de plusieurs de ses autres réclamations. Le tribunal l'a clairement indiqué aujourd'hui »,.

### Poursuite de Baldoni contre Lively
En réaction à la poursuite de Lively, l'avocat de Baldoni, Bryan Freedman, déclare à NBC le 3 janvier 2025 que Baldoni a l'intention de poursuivre Lively.

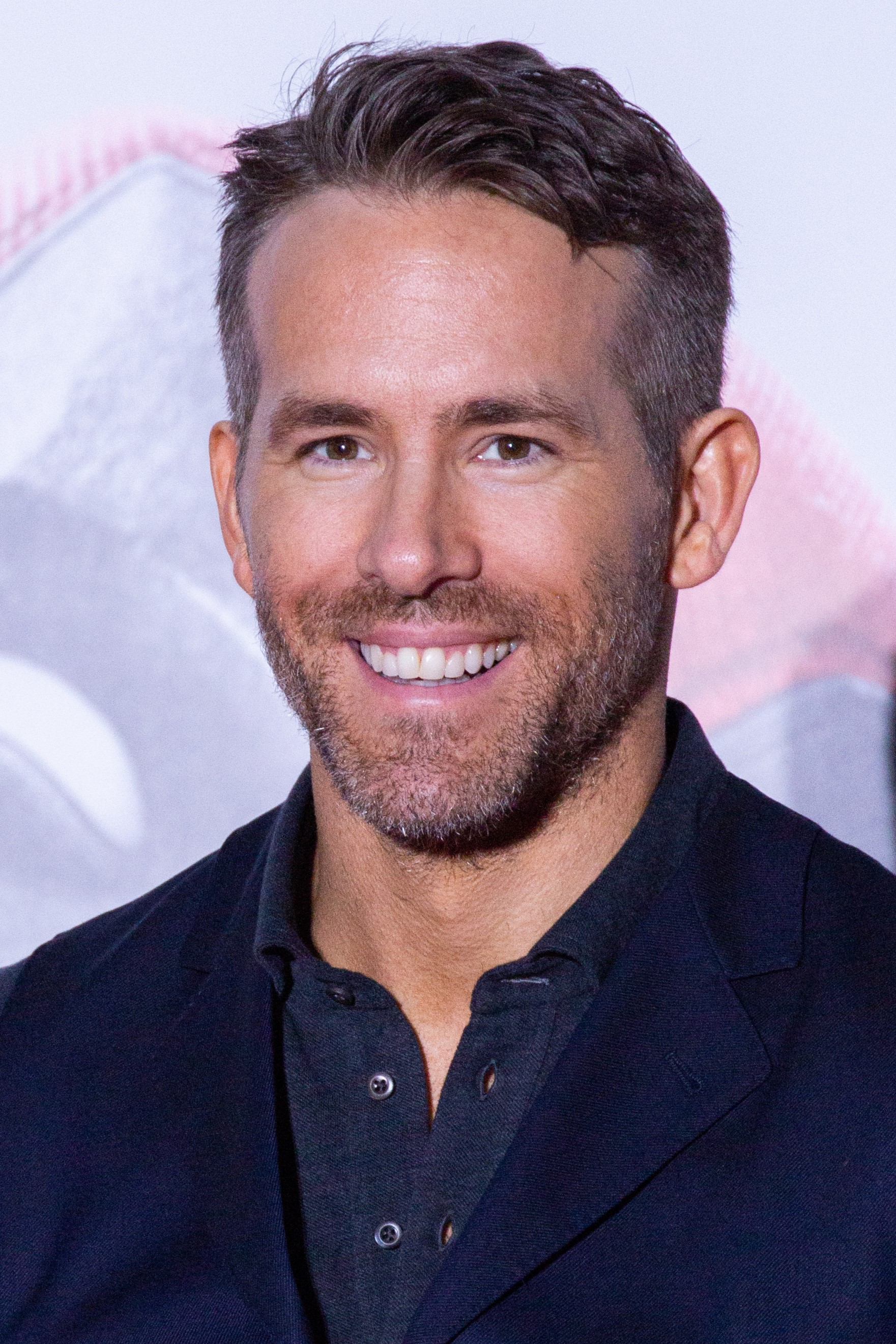
L'acteur et producteur canado-américain Ryan Reynolds, mari de Blake Lively, est également visé par la poursuite de Baldoni

Le 16 janvier 2025, l'avocat de Baldoni intente une action en justice de 400 millions de dollars contre Lively, Ryan Reynolds et leur publiciste Leslie Sloane pour extorsion civile, diffamation et atteinte à la vie privée. La plainte de 179 pages, déposée dans le district sud de New York, affirme que Lively a tenté de s'accaparer le contrôle du film à coup d'exigences et de menaces, et que malgré l'obtention de la plupart de ce qu'elle voulait, elle a décidé d'accuser Baldoni d'une campagne de diffamation, « pour détourner l'attention et la responsabilité des erreurs de jugement désastreuses de Lively... Lively se ferait passer pour une martyre souffrante en dépeignant Baldoni et Wayfarer comme ses persécuteurs », selon la plainte. Baldoni prétend que la campagne de diffamation alléguée par Lively n’a en réalité pas existé,.
Baldoni soutient que Lively, avec Reynolds et Sloane, se sont engagés dans un effort coordonné pour nuire à sa réputation, faire dérailler sa carrière et obscurcir l'objectif initial du film, qui était de mettre en lumière la sensibilisation à la violence domestique. La plainte affirme également que Lively a utilisé son influence, ses relations avec les médias et sa relation personnelle avec la méga-célébrité Taylor Swift pour créer un faux récit, causant ainsi un préjudice financier et émotionnel important à Baldoni et à ses collaborateurs.
Le 31 janvier 2025, Justin Baldoni dépose une plainte amendée accusant Blake Lively et le New York Times de s'être coordonnés dans une campagne de diffamation contre lui. Il s'appuie notamment sur une référence dans le code source HTML d'un article, qui mentionne la date '2024-10-31.', suggérant, selon la plainte, que le « le New York Times avait déjà commencé à élaborer son Article diffamatoire pas plus tard que le 31 octobre 2024 ». Cependant, le New York Times réfute ces accusations, affirmant que la plainte de Baldoni est « remplie d'inexactitudes à propos du New York Times » et repose sur « des publications d'enquêteurs amateurs d'Internet, qui, sans surprise, se trompent ». Selon le journal, « Un examen des métadonnées [de la plainte de Lively] publiée montre correctement qu'elle a été publiée après que Mme Lively l'ait déposée auprès du Département des droits civils de Californie »,,. Baldoni dépose également une chronologie des événements de 168 pages, incluant des messages texte, pour étayer l'affirmation selon laquelle Lively aurait mené une campagne de diffamation contre lui,,.

#### Demandes de rejet
Le 20 février 2025, la publiciste de Blake Lively, Leslie Sloane, demande d'être exclue de la poursuite, jugeant que les affirmations « l'ensemble du casting n'aime pas Justin », « tout le casting le déteste » et « Blake a été agressée sexuellement », que Baldoni lui reproche, ne peuvent être considérées comme diffamatoires. Selon les avocats de Sloane, « Les parties Wayfarer ont entraîné Leslie Sloane et Vision PR, Inc. dans le présent litige comme un exercice de fumisterie pour détourner l'attention de leur propre harcèlement sexuel et de leurs représailles systématiques ». Le 6 mars, Baldoni demande au juge de refuser la demande de Sloane, plaidant que « Dans un effort désespéré pour sauver la réputation de Lively et échapper à sa colère, les parties Sloane ont conspiré avec Lively et les codéfendeurs Ryan Reynolds (« Reynolds ») et The New York Times Company (« New York Times ») pour faire des parties Wayfarer les boucs émissaires des malheurs de Lively ».
Le 28 février, le New York Times réclame à son tour le rejet des accusations contre lui, arguant que « la seule chose que le Times est, en réalité, accusé d’avoir fait est de s’être engagé dans une recherche d’informations et d'avoir publié un article et une vidéo sur le conflit Wayfarer/Lively ». Le 4 mars, le juge accepte de mettre la poursuite contre le New York Times sur pause le temps de trancher la demande, jugeant que le journal a fourni « des motifs substantiels de rejet » et « une preuve solide que sa requête de rejet a de fortes chances de succès sur le fond » et que « les parties Wayfarer sont peu susceptibles d'être injustement pénalisées par un sursis pendant que la Cour statue sur la requête en instance »,. Le 14 mars, Baldoni s'oppose à la demande, plaidant que « Le NYT a dépassé le simple compte rendu de la plainte déposée par Blake Lively (« Lively ») auprès du Département des droits civiques de Californie (« CRD Complaint ») et a activement attesté la véracité de son récit mensonger. ».
Le 18 mars, Ryan Reynolds demande l'arrêt de la poursuite contre lui, arguant que « L'intégralité de la plainte en diffamation des plaignants semble reposer sur deux instances ou M. Reynolds aurait prétendument traité M. Baldoni de ‘prédateur,' ». Or, selon ses avocats, « Les allégations suggèrent que M. Reynolds croit sincèrement, peut-être passionnément, que le comportement de M. Baldoni est celui d'un “prédateur” » et « La loi établit que qualifier quelqu'un de “prédateur” constitue une opinion protégée par la Constitution… Même si M. Baldoni “n'apprécie peut-être pas d'être qualifié” de prédateur, cette blessure à sa sensibilité ne peut donner lieu à des poursuites judiciaires. ». Selon les avocats, la poursuite de Baldoni contre Reynolds « regorge d'hyperboles, de prose et de « réclamations », mais est dénuée des faits nécessaires à l'énonciation de réclamations reconnues par la loi. ». Le 1er avril, Baldoni rétorque que « Reynolds et Lively, de concert avec les parties Sloane, se sont engagés dans une action coordonnée visant à exagérer des interactions bénignes au service d'un faux récit selon lequel Lively aurait été victime de harcèlement sexuel » et qu'« ils l'ont fait pour semer la terreur parmi les parties Wayfarer et en tirer avantage pour accroître leur pouvoir ».
Le 20 mars, Blake Lively réclame également le rejet de la poursuite contre elle, invoquant une loi californienne de 2023, la AB 933, interdisant d'instrumentaliser une poursuite en diffamation en représailles contre une personne ayant fait une dénonciation, sans intention malveillante, concernant un incident d'agression sexuelle, de harcèlement ou de discrimination. Selon les avocats de l'actrice, « Le procès vengeur et incohérent intenté par les parties Wayfarer contre Blake Lively constitue un abus de procédure flagrant qui n'a pas sa place devant un tribunal fédéral. ». Le 3 avril, Baldoni s'oppose à cette demande, soulignant que la protection prévue par la loi ne s'applique qu'aux allégations de harcèlement basées sur un « fondement raisonnable » et formulées « sans intention malveillante » et ne s'applique donc pas, selon lui, aux allégations « fabriquées » de Lively. L'avocat de Baldoni, Bryan Freedman, remet également en cause la constitutionalité de la loi californienne, accusant que l'équipe de Lively de chercher à créer un « dangereux précédent » en utilisant la loi pour limiter le droit de Baldoni à poursuivre garanti par le premier amendement. Le 10 avril, Lively défend la constitutionnalité de la loi, arguant que « Le Premier Amendement donne aux législatures le pouvoir de protéger les droits garantis par le Premier Amendement des victimes par le biais de règles de transfert de frais conçues pour dissuader les poursuites en représailles » et réitère que ses déclarations publiques étaient protégées par la loi,.

##### Intervention de groupes féministes
Le 27 mai 2025, Equal Rights Advocates (en), la California Employment Lawyers Association (CELA) et le California Women's Law Center demandent au juge la permission d'intervenir en tant qu'amicus curiae en faveur de la demande de rejet de Blake Lively et en soutien de la constitutionalité de la loi AB 933. Elyse Dorsey, une ex-employée fédérale ayant été poursuivie pour diffamation après avoir dénoncé du harcèlement sexuel à son encontre, dépose également sa propre demande d'intervention. Selon la directrice juridique adjointe d'Equal Rights Advocates, Jessica Stender, « À mesure que de plus en plus de survivantes se manifestaient, les abuseurs utilisaient de plus en plus les poursuites en diffamation pour tenter de les réduire au silence. Face à des affaires très médiatisées, comme celles d'Amber Heard et Johnny Depp, ou, dans le cas présent, de Blake Lively, les survivantes sans argent ni célébrité ont peur de ce qui peut arriver, même à une personne riche et célèbre, et se disent : "Ça pourrait m'arriver, et je ne peux pas prendre ce risque." ». Selon le Los Angeles Times, il s'agit du « premier test majeur de AB 933 depuis sa signature par le gouverneur Gavin Newsom en octobre 2023 »,. Child USA demande à son tour à intervenir en faveur de Lively le 3 juin. Puis, le 4 juin, Sanctuary for Families et 13 autres organisations incluant la National Organization for Women et sa branche newyorkaise, le National Network to End Domestic Violence et la Coalition Against Trafficking in Women demandent également le droit d'intervenir, accusant Baldoni d'utiliser la tactique DARVO,.
Le 29 mai, Baldoni demande au juge de rejeter les mémoires d'amicus curiae, arguant qu'ils ne sont « pas pertinents » pour trancher la requête de Lively et qu'ils sont plus un « coup de publicité pour Lively qu'une aide utile pour la Cour au stade des plaidoiries »,.

#### Rejet de la poursuite
Le 9 juin 2025, le juge Lewis J. Liman ordonne le rejet de la poursuite de Baldoni contre Lively, Reynold, Sloane et le New York Times. Le juge conclut que Baldoni ne peut poursuivre pour diffamation car, même en supposant que les accusations de harcèlement sexuel soient fausses, Baldoni n'a « pas allégué que Lively était responsable d’autres déclarations que celles contenues dans sa plainte [auprès du Département des droits civiques de Californie], qui sont privilégiées » et n'a « pas allégué que Reynolds, Sloane ou le Times auraient sérieusement douté de la véracité de [leurs] déclarations sur la base des informations dont ils disposaient, comme l’exige la loi applicable pour qu’ils soient tenus responsables de diffamation ». Il rejette également l'accusation d'extortion, jugeant que Baldoni n'a pas « correctement allégué que les menaces de Lively constituaient une extorsion injustifiée plutôt qu’une négociation difficile ou une renégociation des conditions de travail légalement autorisée » et qu'il n'a pas « montré que certains des supposés actes d'extorsion par Lively [lui] avaient porté préjudice ». Il autorise Baldoni à déposer une nouvelle poursuite, mais rejette la possibilité de nouvelles accusations de diffamation et d'extorsion, n'autorisant Baldoni à poursuivre à nouveau Lively et Reynolds que pour les accusations de Rupture de clause implicite de bonne foi et d’Ingérence délictuelle dans un contrat (en),,.
En réaction, les avocats de Lively déclarent que la décision est une « victoire totale et une mise hors de cause complète pour Blake Lively, ainsi que pour ceux que Justin Baldoni et les parties Wayfarer ont entraînés dans leur action en représailles, notamment Ryan Reynolds, Leslie Sloane et le New York Times » et ajoutent avoir l'intention de « réclamer des honoraires d'avocat, des dommages et intérêts triples et des dommages et intérêts punitifs contre Baldoni, Sarowitz, Nathan et les autres parties Wayfarer responsables de ce procès abusif ».
Le 10 juin, l'avocat de Baldoni, Bryan Freedman réagit en affirmant que « La déclaration de victoire prévisible de Mme Lively et de son équipe est fausse ». Selon Freedman, « Bien que le tribunal ait rejeté les accusations de diffamation, il nous a invités à modifier quatre des sept réclamations contre Mme Lively, ce qui permettra de présenter des preuves supplémentaires et d'affiner les allégations. Cette affaire porte sur de fausses accusations de harcèlement sexuel et de représailles, ainsi que sur une campagne de dénigrement inexistante, que l'équipe de Mme Lively qualifie opportunément d'« intraçable » car elle ne peut prouver ce qui n'a jamais eu lieu ». Freedman ajoute que « les affirmations de Mme Lively ne sont pas plus vraies aujourd'hui qu'hier, et avec les faits en notre faveur, nous avançons avec la même confiance que lorsque Mme Lively et ses complices ont engagé cette bataille et attendons avec impatience sa prochaine déposition, que je recueillerai ».
Le 24 juin, après avoir dépassé la date limite fixée par le juge, Freedman confirme que Baldoni a renoncé à amender sa plainte, préférant se concentrer sur sa défense contre les accusations de Lively.

### Poursuite de Jed Wallace contre Lively
Le 21 janvier 2025, Lively dépose une poursuite au Texas contre Jed Wallace, dirigeant de la firme de relations publiques Street Relations Inc., l'accusant d'avoir « dirigé une armée numérique à travers le pays, y compris à New York et à Los Angeles, pour créer, diffuser, manipuler et promouvoir du contenu dénigrant qui semblait authentique sur les plateformes de médias sociaux et les forums de discussion sur Internet ». Cependant, Lively abandonne sa poursuite le 4 février. Le même jour, Wallace et Street Relations Inc. poursuivent Lively pour diffamation, arguant que « Ni Wallace ni Street ont quoi que ce soit à voir avec le présumé harcèlement sexuel, les représailles, l'absence d'enquête ou la complicité dans le supposé harcèlement ou les supposées représailles ».
En réaction, un représentant de Lively déclare à E! News que « Ce n'est pas seulement un coup de publicité—ce sont des représailles manifestes en réponse aux allégations contenues dans la plainte pour harcèlement sexuel et représailles déposée par Mme Lively auprès du Département des droits civiques de Californie », ajoutant que « même si cette action en justice sera rejetée, nous sommes heureux que M. Wallace soit enfin sorti de l'ombre et qu'il devra lui aussi répondre de ses actes devant un tribunal fédéral ».
Le 12 février, Lively assigne Wallace à comparaître dans sa poursuite new-yorkaise contre Baldoni. Selon un porte parole, « Dans leurs messages privés internes, que l'équipe de Baldoni n'aurait jamais cru être vus par qui que ce soit, ils se sont vantés d'avoir constaté, grâce au travail de Jed, un changement de discours mettant Blake sous les projecteurs et se sont moqué d'à quel point il était triste que les gens soient si facilement convaincus de détester une femme. Nous sommes impatients d'enquêter davantage sur le modèle économique de Jed Wallace et sur les autres mesures qu'il a prises pour détourner l'attention des accusations bien réelles de harcèlement sexuel et de représailles formulées par Mme Lively. Nous sommes ravis de pouvoir commencer les investigations là-dessus ».
Wallace et Street Relations Inc. sont ajoutés comme défendeurs dans la plainte amendée de Lively du 18 février. Cependant, le 16 juillet, le juge ordonne le rejet des accusations contre eux, estimant que Lively n'a pas montré qu'ils étaient soumis à la juridiction new yorkaise,.

### Poursuite de Wayfarer Studios contre Stephanie Jones
Le 20 mars 2025, la société de production de Justin Baldoni, Wayfarer, intente une action en justice pour rupture de contrat contre son ancienne publiciste Stephanie Jones et son cabinet de relations publiques, Jonesworks. Jennifer Abel, ancienne employée de Jonesworks, poursuit également Jones et Jonesworks pour fraude, atteinte à la vie privée et concurrence déloyale. Selon la poursuite, Lively et Baldoni avaient conclu une trêve un peu avant la première de It Ends with Us, selon laquelle aucun des deux camps ne dénigrait l'autre devant la presse, mais Jones aurait alors, en dépit des instructions contraires de Baldoni, contacté un journaliste du Daily Mail au sujet d'un article sur le conflit afin de faire taire les rumeurs selon lesquelles elle aurait été mise à l'écart de la gestion du conflit de relations publiques, mettant en péril la trêve. Toujours selon la poursuite, cela aurait mené à un conflit entre Jones et Wayfarer, se concluant par le congédiement d'Abel par Jones et la fin de l'association entre Jonesworks et Wayfarer, le studio préférant continuer de faire affaire avec Abel via sa nouvelle agence de relations publiques. Jones aurais alors fait saisir le téléphone d'Abel et partagé des informations confidentielles concernant Wayfarer et Baldoni avec Leslie Sloane, la publiciste de Lively.
En réaction, l'avocate de Jones déclare aux médias que « La plainte de Mme Jones repose entièrement sur des faits et des preuves concrètes. Elle démontre clairement que Jen Abel a comploté avec Melissa Nathan et d'autres personnes pour voler des volumes importants de documents confidentiels, des clients et du personnel, et finalement tenter de détruire l'entreprise que Mme Jones a mis des décennies à bâtir. Abel, Nathan, Baldoni et leurs coaccusés ont tenté d'obtenir ces résultats par l'intimidation, la déformation des faits et le dénigrement pur et simple. Ces faits sont corroborés par des dizaines de messages contenus dans la plainte que nous avons déposée il y a un mois et ne peuvent être contestés de manière crédible. N’ayant aucun fait ni aucune preuve, nous voyons une stratégie familière : diffamer notre client, aboutissant à l'œuvre de fiction se faisant passer pour les contre-poursuites déposées hier. »,.

### Poursuite secrète de Blake Lively
Le 10 avril 2025, Stephanie Jones, ancienne publiciste de Baldoni, demande le rejets des poursuites de Wayfarer Studios et de Jennifer Abel contre elle, niant avoir fait fuiter des informations confidentielles, plaidant qu'« il n'y a pas eu de fuite. […] Les informations ont été produites conformément à un subpoena. Wayfarer occultent volontairement cette réalité pour promouvoir leur thèse de la fuite, mais ils ne peuvent pas changer le subpoena ».
En avril 2025, le Daily Mail révèle que Blake Lively a envoyé un subpoena à Jones le 1er octobre 2024 dans le cadre d'une poursuite dont l'existence avait jusqu'alors été tenue secrète. Selon Deadline, le subpoena réclame « tous les enregistrements, données, documents et communications électroniques en votre possession, sous votre garde ou sous votre contrôle, collectés à partir d'un téléphone portable contenant les informations demandées » à partir du 1er décembre 2022. La poursuite a été déposée le 27 septembre 2024 au nom de Vanzan Inc., une société fondée en 2010 au Delaware et dont la pdg est identifiée comme « Blake Reynolds ». Aucun défendeur n'est identifié par la poursuite, celle-ci se contentant de cibler 10 défendeurs Does (en), ne pouvant être identifiés. La poursuite a été abandonnée le 19 décembre 2024, un jour avant la plainte de Lively au Département des droits civiques de Californie,.
En réaction, l'avocat de Baldoni, Bryan Freedman, dénonce la poursuite, déclarant que « La société Vanzan de Mme Lively et de M. Reynolds n'avait rien à voir avec cette affaire et ils le savaient ». Selon l'avocat, « Ce simulacre de procès visait à obtenir un pouvoir d'assignation sans surveillance ni examen, privant ainsi mes clients de la possibilité de contester la légitimité, la nature et la portée de l'assignation ». Freedman ajoute qu'« Il n'y a rien de normal dans tout cela. Les auxiliaires de justice ont un devoir de franchise envers le tribunal et l'obligation de ne pas intenter de poursuites fictives, dénuées de tout fondement factuel ou juridique. Une partie étrangère à la présente procédure qui invoque une rupture de contrat contre une autre partie qu'elle prétend ne pas pouvoir identifier n'est pas admissible. Cela a été fait de mauvaise foi et constitue un abus de procédure flagrant ».
De leurs côté, les avocats de Lively défendent la poursuite, déclarant qu'« Il n’y a rien de répréhensible ici, juste une enquête consciencieuse et approfondie », et arguant que « Les parties Lively ont agi sur la base d'informations fiables et ont eu recours à des outils juridiques courants, tels que des poursuites judiciaires contre Doe et des assignations civiles, qui sont parfaitement légaux et appropriés pour intenter des poursuites et découvrir l'identité d'auteurs inconnus d'activités illégales ». Ils concluent : « Nous n'avons absolument rien à cacher : Mme Lively a volontairement divulgué le subpoena lors de sa première requête, sachant qu'elle serait finalement présentée aux parties Wayfarer lors de la communication des pièces à conviction, et c'est précisément ce qui se produira à mesure que les réclamations de Mme Lively progresseront dans la procédure judiciaire appropriée ».
Le 24 avril 2025, Wayfarer Studios et Jennifer Abel amendent leurs plaintes contre Jones afin d'inclure les nouvelles révélations concernant la poursuite de Lively, l'accusant de s'être coordonnée avec Lively préalablement à l'envoi du subpoena. Selon la plainte de Wayfarer Studios, « Cette poursuite bidon n'était rien d'autre qu'un stratagème transparent pour obtenir un pouvoir d'assignation ». La plainte d'Abel ajoute de son côté que « la poursuite bidon a été concoctée par les parties Lively et Jones, agissant de concert, pour faciliter et dissimuler la divulgation par Jones des données extraites du téléphone et des comptes personnels d'Abel sous le couvert d'une procédure légale, sans risquer d'être détecté par les parties intéressées, telles qu'Abel, qui auraient pu intervenir pour faire cesser ce flagrant abus de procédure ».

### Litiges entre Wayfarer et ses assureurs
Le 21 juillet 2025, Harco National Insurance Company, la compagnie d'assurance de Wayfarer Studios pour Jamais plus, intente une action en jugement déclaratoire à New York contre Wayfarer Studios, Baldoni, Heath et Sarowitz, affirmant ne pas avoir à payer leurs frais d'avocats pour se défendre contre la poursuite de Lively. Selon Harco, le fait que ses deux contrats avec Wayfarer couvrant la période du 15 juillet 2023 au 15 juillet 2025 aient été signés après les plaintes initiales de Lively durant la préproduction du film signifie que la poursuite de Lively est exclue de la couverture en vertu de l'entente avec Wayfarer étant donné que Harco n'avait pas été informé de ces plaintes,.
Le 30 juillet, Wayfarer Studios, Baldoni, Heath et Sarowitz déposent une poursuite en Californie contre New York Marine and General Insurance Company, QBE Insurance Corporation et certains souscripteurs chez Lloyd’s, pour rupture de contrat pour avoir refusé de couvrir les frais de la défense contre la poursuite de Lively. Selon la poursuite, New York Marine a l'obligation de couvrir la défense contre toute poursuite pour « préjudices personnels et publicitaires », QBE, contre toute poursuite contre le film, incluant sa production, et les souscripteurs de Lloyd’s, contre toute poursuite pour atteinte à la vie privée et diffamation ou rupture de contrat, ce qui, toujours selon la poursuite, inclurait la poursuite de Lively,,.

### Demande de bâillon
Le 22 janvier 2025, après que l'équipe de Baldoni ait publié des images du tournage qui, selon elle, contredisent une affirmation majeure du procès de Lively, Lively demande une ordonnance de bâillon contre Justin Baldoni et sa représentation. Lively affirme que l'avocat de Baldoni a divulgué des informations la concernant, décrivant cela comme une « continuation du harcèlement initial de représailles » dont elle avait parlé dans sa première plainte,. Une source proche de Baldoni rétorque au Hollywood Reporter qu'il serait « extrêmement injuste d'imposer une ordonnance de bâillon après que Justin ait été diffamé par le « New York Times » dans un article qui, selon eux, lui a coûté trois emplois et des centaines de millions de dollars. ». Le juge Lewis J. Liman rejette la demande d’ordonnance de bâillon lors d'une première audience le 3 février, mais prévient qu'il pourrait devancer la date du procès, alors prévue pour mars 2026, si les représentant des parties continuent de s’opposer ouvertement dans les médias,.

### Ordonnance de protection
Le 20 février 2025, les avocats de Blake Lively et de Ryan Reynolds réclament, dans une lettre soumise au juge, une ordonnance de protection plus forte que l'ordonnance « modèle » du tribunal. Ils réclament notamment une catégorie Attorney’s Eyes Only(AEO), interdisant aux avocats de dévoiler au public des « documents de preuve confidentiels d'une nature si hautement confidentielle et personnelle, sensible ou exclusive que la révélation de ceux-ci est susceptible de causer un préjudice concurrentiel, commercial, financier, personnel ou à la vie privée ». Selon les avocats, une telle ordonnance est nécessaire car Lively a été la cible de « communications violentes, profanes, sexistes et menaçantes »,.
Le 25 février, les avocats de Baldoni demandent au juge de rejeter la demande de Lively, arguant que « Mme Lively a déjà rendu publics les détails du prétendu « harcèlement » dans sa plainte amendée[...]. Par conséquent, Mme Lively ne croit pas « de bonne foi » qu'il existe des informations d'une nature si « personnelle sensible » que leur divulgation aux parties « violerait inutilement [son] droit à la vie privée… » ». En réaction, les avocats de Lively rétorquent que « Certains créateurs de contenu en ligne qui répètent fréquemment la ligne des parties Wayfarer[…] ont utilisé des accusations trompeuses similaires », citant les exemples du blogueur Perez Hilton et de la commentatrice politique Candace Owen. Selon l'équipe de Lively, « Cette propagation de la caractérisation erronée adoptée par l'opposition à travers cette chambre d'écho fabriquée fournit, à elle seule, une justification suffisante pour une ordonnance de protection qui établit des protections adéquates pour les intérêts de confidentialité des tiers »,.
Le 13 mars, le juge tranche en faveur de Lively, statuant que certains documents pourront être désignés comme confidentiels s'ils sont « hautement susceptibles de causer un préjudice commercial, financier ou à la vie privée important ». Il prévient cependant qu'« il est peu probable que la Cour mette sous scellés ou accorde un autre traitement confidentiel » aux documents cités pendant le procès,.

### Intervention de Marvel
Le 7 janvier 2025, les avocats de Baldoni envoient une lettre au président de Marvel Studios, Kevin Feige, et au président-directeur général de The Walt Disney Company, Bob Iger, réclamant la préservation en vue d'un litige de « tous les documents relatifs au développement du personnage Nicepool » du film Deadpool et Wolverine ainsi que « les communications relatives au développement, à l'écriture et au tournage des intrigues et des scènes mettant en scène Nicepool » dans une tentative de trouver des documents « relatifs ou reflétant une tentative délibérée de se moquer, de harceler, de ridiculiser, d'intimider ou de malmener Baldoni à travers le personnage de Nicepool ». Selon l'avocat de Baldoni, Bryan Freedman, « il n'y a aucun doute » que Nicepool est une caricature de Baldoni, ajoutant que c'est clair pour « toute personne qui a vu ce chignon », en référence à la coiffure du personnage, similaire à celle de Baldoni. Le personnage, interprété par Ryan Reynolds(également interprète de Deadpool et producteur de Deadpool et Wolverine), est montré dans le film faisant un commentaire sur le corps postpartum de Ladypool, interprétée par Blake Lively, avant de se justifier en disant « je m'identifie comme féministe ». Il affirme également, dans une scène supprimée, avoir l'intention de « lancer un podcast qui monétise le mouvement des femmes », ce que plusieurs internautes interprètent comme une référence au podcast Man Enough de Baldoni,.
Le 25 avril, Marvel Entertainment soumet au juge une lettre lui demandant de casser un subpoena de Baldoni et « d'émettre une ordonnance de protection interdisant la divulgation des documents confidentiels de Marvel par toute partie ou tierce partie dans cette action ». Le subpoena en cause ordonne à Marvel de fournir les documents en sa possession concernant « la création, le développement, la modification ou la représentation » du personnage de Nicepool, ainsi que ceux concernant Baldoni. Selon Marvel, « Les documents réclamés sont particulièrement sensibles car ils concernent le développement d'un personnage dans une franchise cinématographique en cour ». Marvel conteste également la pertinence des documents pour prouver la diffamation, jugeant que Nicepool est « clairement une blague » et « ne repose sur aucune base factuelle ». Dans le cas où le juge validerait malgré tout le subpoena, Marvel réclame également que l'effet de celui-ci soit suspendu le temps que la demande de rejet de Renolds soit tranchée,,,.
Le 28 avril, les avocats de Baldoni soumettent au juge une lettre lui demandant de rejeter les demandes de Marvel, jugeant que « Nicepool constitue une représentation diffamatoire et moqueuse de Baldoni » et que cela pourrait les aider à établir l'élément de malveillance(malice) nécessaire pour prouver une diffamation. Les avocats accusent Marvel de « refuser de s'engager » dans une discussion pour résoudre le différend, affirmant avoir « proposé, de bonne foi et pour éviter toute charge excessive pour Marvel, de limiter l'assignation aux documents concernant la participation de Reynolds au développement de Nicepool et aux communications concernant Baldoni ». Les avocats s'opposent également à la demande de Marvel de suspendre l'application du subpoena, jugeant qu'« il n'existe aucun motif sérieux de rejet des réclamations » contre Reynolds et que « Marvel ne subira aucun préjudice si le tribunal refuse de surseoir au subpoena, car le film est déjà sorti et tout document non public peut être désigné « confidentiel » conformément à l'ordonnance de protection »,,,.
Le juge Lewis Liman accepte la demande de Marvel de casser le subpoena le 9 juin, simultanément au rejet de la poursuite pour diffamation de Baldoni. Selon le juge, « L'information demandée n'est plus pertinente pour une réclamation ou une défense dans cette action. De plus, même à supposer que cette information soit pertinente, elle ne serait pas proportionnée aux besoins de l'affaire et au préjudice potentiel que pourrait causer à Marvel la divulgation d'informations commerciales confidentielles »,.

### Citation à comparaître de Taylor Swift et accusation de subornation de témoin

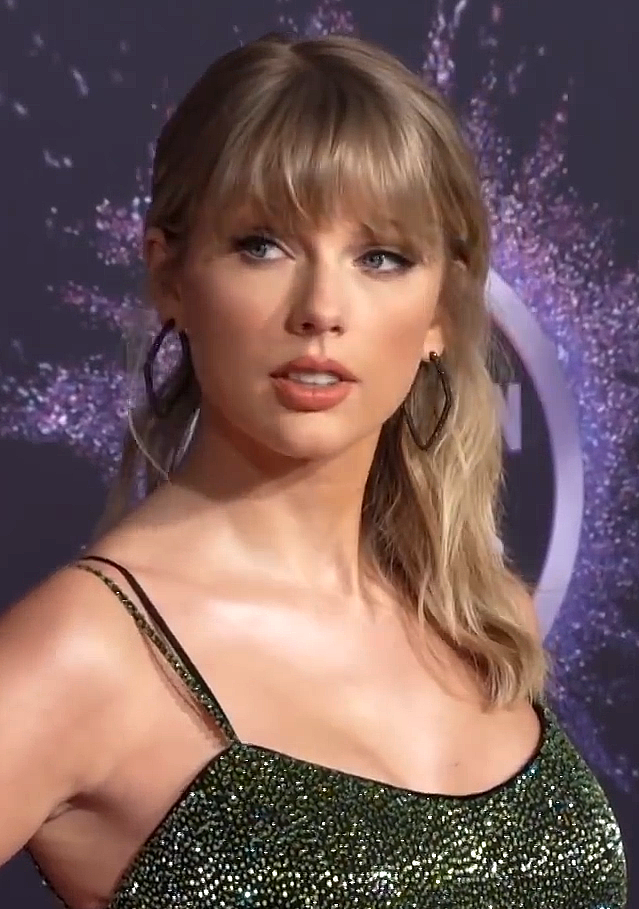
Taylor Swift en 2019

Le 9 mai 2025, il est révélé que Baldoni a fait citer Taylor Swift à comparaître dans le cadre de sa poursuite contre Lively. Selon la plainte de Baldoni, Lively aurait utilisé Reynolds et Swift pour faire pression sur Baldoni afin qu'il accepte l'une de ses réécritures pour le film. En particulier, la plainte mentionne une rencontre ayant eu lieu à l'appartement de Lively au cour de laquelle Swift serait « entrée dans la pièce » et aurait « commencé à vanter le scénario de Lively ». Selon la plainte, « Baldoni en a compris le sous-entendu : il devait se plier aux directives de Lively ». Dans un message texte daté du 14 avril 2023, Baldoni écrit à Lively, en référence aux changements du script : « J’aime vraiment ce que tu as fait. Ça aide beaucoup [et] ça rend le tout beaucoup plus agréable et intéressant. (Et j’aurais ressenti la même chose sans Ryan et Taylor) ». Dans la même conversation, Lively se compare à la Khaleesi de Game of Thrones et déclare que Reynolds et Swift sont ses « dragons ». Elle affirme également qu'« ils ont été à mes côtés dans de trop nombreuses expériences où j'ai été sous-estimée »,,.
En réaction à la citation à comparaître, un porte-parole de Swift déclare aux médias que « Taylor Swift n'a jamais mis les pieds sur le tournage de ce film, elle n'a participé à aucun casting ni à aucune décision créative, elle n'a pas composé la musique du film, elle n'a jamais vu de montage ni pris de notes sur le film, elle n'a même pas vu It Ends With Us avant plusieurs semaines après sa sortie publique, et était en train de voyager à travers le monde en 2023 et 2024 comme tête d'affiche de la plus grande tournée de l'histoire ». Le porte-parole ajoute : « Le seul lien que Taylor a avec ce film est d'avoir autorisé l’utilisation d’une chanson, My Tears Ricochet. Étant donné que l’implication de Swift se résume à partager les droits légaux d’une de ses chansons, cette citation à comparaître est conçue pour utiliser le nom de Taylor Swift afin d'attirer l'intérêt du public en créant du clickbait pour tabloïds plutôt que de se concentrer sur les faits de l'affaire ».
Le 12 mai, il est révélé que Baldoni a également assigné Venable LLP, le cabinet d'avocats représentant Swift, à produire des documents et que Venable conteste cette assignation. Le 13 mai, Lively et Reynolds contestent à leur tour la validité de l'assignation contre Venable. Le 14 mai, l'avocat de Baldoni, Bryan Freedman, défend l'assignation, affirmant dans une lettre au juge que « L'insistance des défendeurs Lively selon laquelle l'assignation vise à obtenir des informations non pertinentes est incorrecte ». Freedman affirme que, selon une « source qui est hautement susceptible d'avoir des information fiables[,] (i) Mme Lively a demandé à Taylor Swift de supprimer ses SMS; (ii) Michael Gottlieb du cabinet Willkie Farr, avocat des défendeurs Lively, a contacté un avocat de Venable qui représente Mme Swift et a exigé que Mme Swift publie une déclaration de soutien à Mme Lively, laissant entendre que, si Mme Swift refusait, les SMS privés de nature personnelle en sa possession seraient divulgués ». Freedman allègue également qu'« un représentant de Mme Swift a répondu à ces menaces inappropriées et apparemment exorbitantes dans au moins une communication écrite transmise à M. Gottlieb. Ce sont ces communications que les parties Wayfarer cherchent à obtenir par voie d'assignation, car elles prouveraient une tentative d'intimidation et de coercition à l'encontre d'un témoin probable dans ce litige »,,.
En réaction, Gottlieb qualifie ces accusations de « catégoriquement fausses » et déclare : « Nous nions catégoriquement toutes ces prétendues allégations, lâchement transmises à des sources soi-disant anonymes et totalement déconnectées de la réalité. C'est ce à quoi nous nous attendons de la part des avocats des parties Wayfarer, qui semblent n'aimer rien de plus que de tirer les premiers, sans aucune preuve et sans se soucier des personnes à qui ils causent du tort. Nous allons déposer prochainement des requêtes auprès du tribunal pour que ces avocats répondent de leurs fautes ». Quelques heures plus tard, Esra Hudson, une autre avocate de Lively, demande au juge d'exclure la lettre de Freedman du dossier, arguant que « Cette lettre, déposée sans un seul élément de preuve de quelque type que ce soit, et encore moins sous serment, accuse à tort Mme Lively et son avocat de subornation de témoins et de spoliation de preuves, sur la base d'une source anonyme non divulguée ». Selon l'avocate, « Il devrait être inutile de répondre à des allégations anonymes, sans fondement et formulées de manière imprudente et sans aucune preuve à l'appui. Il convient toutefois de souligner, pour que ce soit bien clair, que chacune des allégations contenues dans la lettre Freedman est manifestement, et de façon non-équivoque, fausse »,.
Le 15 mai, Freedman soumet une déclaration sous-serment au juge dans laquelle il affirme avoir reçu un « message vocal d'une personne liée de très près à Taylor Swift », qu'il aurait rappelée. Selon Freedman, « Lors de l'appel téléphonique du 14 février, qui a duré environ une heure, l'interlocuteur m'a dit avoir été informé que J. Douglas Baldridge, avocat de Taylor Swift et associé chez Venable LLP, avait reçu un appel de Michael Gottlieb, avocat de Blake Lively et Ryan Reynolds. Au cours de cet appel, M. Gottlieb avait demandé, au nom de Mme Lively, que Taylor Swift fasse une déclaration sur les réseaux sociaux en soutien à Mme Lively, compte tenu de son absence au Super Bowl cette année-là, et avait déclaré que si Mme Swift ne le faisait pas, Mme Lively publierait « dix ans » de textos privés avec Mme Swift. L'individu m'a également dit avoir été informé que M. Baldridge avait accusé M. Gottlieb d'extorsion et mis fin à l'appel ». La source lui aurait également affirmé que Lively avait demandé à Swift de supprimer leurs anciens textos « quatre ou cinq mois » auparavant. Freedman ajoute avoir été mis en contact avec la source anonyme par l'intermédiaire d'un « ami commun qui m'a informé que l'individu voulait parler », et qu'ils ont eu « plusieurs appels téléphoniques » depuis le 14 février,,.
Un peu plus tard le même jour, le juge Lewis J. Liman accepte la demande des avocats de Lively d'exclure la lettre de Freedman du registre, excluant par le fait même la déclaration sous serment. Selon le juge, la lettre est « sans rapport avec quelque question soumise à cette Cour que ce soit et ne demande aucune action de la part de cette Cour » et « concerne une procédure d'assignation dans le District de Columbia, sur laquelle cette Cour n'a aucune autorité ». Ainsi, selon le juge, « Maintenir la lettre au rôle ne serait d'aucune utilité pour la Cour et permettrait au rôle de la Cour de servir de "réservoir de déclarations calomnieuses destinées à la presse" ». Le juge averti également Freedman que « toute future utilisation abusive du rôle de la Cour pourra entraîner des sanctions »,.
Le 21 mai, Baldoni abandonne la procédure d'assignation contre Swift et Venable. Selon plusieurs médias, l'assignation n'était plus nécessaire car les informations recherchées par Baldoni lui ont été remises volontairement,,,,,,.

#### Assignation contre Scooter Braun
Le 11 juin 2025, Deadline révèle que Lively s'apprête à déposer une requête auprès du tribunal pour assigner à comparaître le propriétaire de média américain Scooter Braun et sa société de divertissement Hybe America. Selon Deadline, Hybe a été notifié de l'assignation à venir le 10 juin. L'assignation de Lively vise à obtenir les documents et informations que Hybe America détient sur Melissa Nathan, l'agente de communication de crise de Baldoni depuis août 2024 et co-défenderesse dans la poursuite de Lively contre Baldoni. En effet, Hybe détient une participation dans TAG, l'agence de relations publiques fondée par Nathan. En réaction à cette nouvelle, plusieurs médias associent l'assignation au litige entre Swift et Braun et à la tentative de Baldoni d'assigner Swift dans son procès,,.

#### Demande d'ordonnance de protection
Le 13 juin 2025, Blake Lively demande au juge d'émettre une ordonnance de protection afin de la dispenser d'avoir à produire ses communications avec Taylor Swift, arguant que « Mme Swift n'est pas au centre des allégations de Mme Lively (contrairement à des dizaines d'autres témoins qu'elle a identifiés et que les parties Wayfarer ont largement ignorés), et n'est par ailleurs pas pertinente pour les allégations des parties Wayfarer, qui ont été rejetées le 9 juin ». Elle ajoute qu'« Un motif valable existe car c'est la tactique des parties Wayfarer depuis août 2024, de placer Mme Swift et ses fans au cœur de leur stratégie médiatique contre Mme Lively »,,. Cependant, le juge rejette cette demande le 18 juin, autorisant Bladoni à chercher à obtenir ces communications, notant que « Lively elle-même a identifié Swift comme une personne susceptible d'avoir connaissance de plaintes ou de discussions concernant l'environnement de travail sur le tournage de It Ends With Us »,.

### Demande de sanctions
Le 19 mai 2025, Blake Lively réclame des sanctions financières contre Steve Sarowitz, Jamey Heath, Melissa Nathan, Jennifer Abel et leurs avocats, les accusant d'avoir formulé des « allégations frivoles et sans fondement » contre elle, arguant que la plainte amendée « a été déposée principalement pour diffuser des récits importuns dans les médias contre Mme Lively. Les exemples sont légion : de sa « pièce à conviction A » de 178 pages, juridiquement dénuée de sens, aux railleries macabres de l'avocat qui incite Mme Lively à témoigner de son expérience dégradante de harcèlement sexuel au Madison Square Garden devant 20 000 spectateurs et diffusée en streaming dans le monde entier, en passant par l'utilisation du rôle du tribunal pour formuler des allégations infondées d'extorsion et de spoliation de preuves contre Mme Lively et son avocat. ». Selon les avocats de Lively, « l'avocat des plaignants a agi délibérément dans l'intention de harceler Mme Lively, de provoquer des retards inutiles et d'augmenter le coût du litige ». Dans une déclaration aux médias, les avocats de Lively, Esra Hudson et Mike Gottlieb, affirment : « Si vous voulez savoir pourquoi l'avocat de Justin Baldoni a lancé ce dernier coup médiatique incendiaire et diffamatoire, c'est peut-être parce qu'il savait que lui et ses clients allaient être frappés de sanctions suite à sa décision imprudente de déposer plusieurs plaintes frivoles devant un tribunal fédéral. On ne peut pas intenter de poursuites devant un tribunal fédéral sans fondement juridique ou factuel pour créer un récit médiatique importun, autrement dit, leur stratégie depuis le début. L'équipe juridique de Baldoni a été informée de son comportement passible de sanctions il y a plusieurs semaines, mais a persisté et signé au lieu de retirer ses plaintes frivoles et vexatoires. Elle devra maintenant assumer les conséquences d'avoir traité le tribunal fédéral comme un terrain de jeu médiatique »,,.
Le jour suivant, Ryan Reynolds réclame à son tour des sanctions contre Sarowitz, Heath, Nathan, Abel et leurs avocats, arguant que leurs réclamations contre lui « n'existent pas et ne peuvent pas exister ». Selon les avocats de Reynolds, les plaignants « ne peuvent citer que deux déclarations imputées à M. Reynolds, mais ils reconnaissent que chacune de ces déclarations concerne exclusivement Baldoni ». Les avocats ajoutent qu'ils ont donné au plaignants une « opportunité de sauver la face, en expliquant les vices flagrants et fondamentaux de ces demandes et en demandant leur retrait il y a plus de 21 jours », mais que les plaignants « ont catégoriquement refusé de le faire, n'apportant aucune réponse à ces vices, si ce n'est qu'ils ont fait valoir que ces questions seront dûment résolues par une requête en irrecevabilité et pourraient ultérieurement être étayées par une communication préalable. Mais les vices fondamentaux de ces demandes ne concernent pas le différend entre les parties quant aux arguments juridiques relatifs à leurs demandes, ni les faits, ni même le fait que toutes leurs demandes soient faibles et dénuées de fondement (ce qu'elles sont) ». Dans une déclaration à Us Weekly, les avocats affirment : « L'avocat de Justin Baldoni et ses clients ont intenté une action en justice absurde, affirmant à tort que Ryan Reynolds aurait extorqué des personnes qu'il n'avait jamais rencontrées, qu'il aurait supposément interféré dans des relations commerciales qui n'existent pas et qu'il aurait, on ne sait trop comment, diffamé des personnes dont il n'avait jamais parlé, sur la base de déclarations non spécifiées qui n'apparaissent nulle part dans leur plainte de 391 paragraphes. Ces accusations ne sont pas sérieuses ; il s'agit d'un stratagème désespéré pour créer des titres clikbait qui n'ont pas leur place devant un tribunal fédéral »,.

### Assignation contre des créateurs de contenus
Le 1er juillet 2025, TMZ révèle que Lively a assigné le bloggeur Perez Hilton, la commentatrice politique Candace Owens ainsi qu'Andy Signore, de la chaîne YouTube «Popcorned Planet», à produire toutes leurs communications avec Justin Baldoni et les parties Wayfarer. Selon TMZ, cette demande pourrait être liée à une tentative de prouver que les trois créateurs, réputés pour avoir abondamment commenté l'affaire en adoptant un point de vue hostile à Lively, se seraient coordonnés avec Baldoni pour mener une campagne de dénigrement contre elle,. Lively assigne par la suite Google et X à produire les renseignements de plusieurs créateurs l'ayant critiquée dans cette affaire. En tout, 107 créateurs de contenus seraient ciblés par Lively. Selon Variety, l'assignation contre Google viserait les informations de 16 youtubeurs, incluant leurs noms, leurs adresses e-mail, leurs adresses IP, leurs adresses physiques et leurs numéros de compte bancaire et de carte de crédit.
En réaction à ces révélations, un porte-parole de Lively rejette l'idée que ces assignations soient un moyen de faire taire les critiques : « Les créateurs de contenu ne sont pas réduits au silence ; ils expriment ouvertement leur point de vue. Les assignations adressées aux réseaux sociaux sont une pièce du puzzle permettant de relier les éléments de preuve d'une campagne conçue pour ne laisser aucune trace ». Cependant, l'avocat de la journaliste de divertissement Kjersti Flaa (en), une critique de Lively visée par l'assignation contre Google, affirme considérer que l'assignation est « intrusive » et « conçue pour intimider ces personnes, dont plusieurs n'ont pas les moyens de s'y opposer ». Un avocat de Los Angeles, Gregory Doll, déclare à Variety que l'assignation est un « contrecoup de relations publiques au sens le plus profond du terme », notant que plusieurs créateurs visés ont utilisé l'assignation comme contenu pour augmenter leur audience et ajoutant que Lively tente de « tuer une mouche avec un marteau ».
Le 30 juillet, lors d'une audience devant le juge Liman, l'avocate du cabinet de Bryan Freedman, l'avocat de Baldoni, nie l'existence d'accords avec des créateurs de contenus, affirmant : « Nous n'avons certainement payé aucun créateur de contenu ». Cependant, l'avocat de Lively, Michael Gottlieb, réplique que plusieurs créateurs de contenu hostiles à Lively ont été représentés par Freedman par le passé, et qualifie de « fausse représentation » l'affirmation selon laquelle il n'y avait pas d'accords. Selon Gottlieb, Perez Hilton aurait publié plus de 500 articles sur le conflit entre Lively et Baldoni sur son site de potins, avec un biais favorable à Baldoni, et Candace Owens aurait partagé un « scoop exclusif » en utilisant des informations tirées de la déclaration sous serment de Freedman. Gottlieb mentionne également une chaîne de SMS dans laquelle Freedman aurait présenté l'équipe de Baldoni à un autre de ses clients créateurs de contenu, avant que ce dernier se mette à publier du contenu hostile à Lively. Le juge rejette cependant la demande de Lively de forcer Freedman à dévoiler ses interactions avec des créateurs de contenu,.
Le 6 août, Lively demande au juge de forcer Perez Hilton à fournir les informations réclamée. La demande, déposée en réponse à une requête de Hilton pour une ordonnance de protection, argue que Hilton n'est pas un journaliste et ne peut donc invoquer la protection de la loi pour refuser de se conformer à l'assignation : « Sur ses différentes plateformes, M. Hilton ne se présente pas comme un journaliste indépendant et ne prétend pas non plus suivre les principes du journalisme indépendant ». Selon Lively, Hilton « ne sollicite pas l'avis de Mme Lively ni de ses représentants avant publication. M. Hilton a pour vocation de façonner des récits pour le succès et le profit, et non d'informer le public. Ce n'est pas le genre de travail que la loi a été conçue pour protéger ». À l'appui de cette demande, les avocats de Lively soulignent que « Depuis août 2024, M. Hilton a créé plus de 500 vidéos sur Mme Lively, presque exclusivement dénigrantes, et environ le même nombre de publications à sensation ». Les avocats ajoutent que Hilton a qualifié les allégations de représailles de « non-existantes » et accusé Lively d'être une « intimidatrice » qui « ment » et « essaie de faire taire Justin Baldoni ». Ils soulignent également que Hilton utilise régulièrement des surnoms insultants pour Lively dans ses vidéos, comme « Blackface Blake », « Lying Lively », « Ku Klux Khaleesi » et « Litigious Lively »,,.

### Déposition de Lively
Le 7 juillet 2025, People révèle que la déposition de Lively est prévue le 17 juillet selon un document déposé en cour.
Le 11 juillet, Lively dépose une demande d'ordonnance de protection, réclamant que la déposition se tienne à un autre endroit que celui initialement prévu et que la liste de toutes les personnes présentes à l'audience soit communiquée au préalable. Selon Lively, il s'agit d'une « demande raisonnable visant à prévenir le risque de désagrément, de harcèlement et de menaces verbales ou physiques » étant donné que Baldoni « semble rechercher un autre moment de relations publiques, ou à créer des conditions d'intimidation ou de harcèlement ». La demande nomme notamment une déclaration de l'avocat de Baldoni, Bryan Freedman proposant d'« Organiser la déposition au Madison Square Garden, vendre des billets ou la diffuser en streaming, et reverser chaque dollar à des associations venant en aide aux victimes de violences conjugales » et affirme que Baldoni n'a « pas nié que son intention était de fabriquer un coup de publicité vexatoire en obligeant Mme Lively à défiler devant des paparazzis, ou en invitant des participants inconnus à la déposition, y compris des membres des médias ou des influenceurs des médias sociaux, ou tout autre nombre de tactiques abusives »,.
Le 13 juillet, Baldoni s'oppose à cette demande, accusant Lively d'utiliser son « statut de célébrité » pour contrôler sa déposition. Selon les avocats de Baldoni, « Comme tous les défendeurs, les parties Wayfarer sont en droit d'interroger Lively afin de constituer des preuves essentielles à leur défense. Elles ont également le droit de choisir le lieu de la déposition, ce qu'elles ont fait »,. Cependant, le 14 juillet, le juge donne raison à Lively, lui accordant l'ordonnance de protection demandée,.
Le 16 juillet, la déposition est repoussée de deux semaines, au 31 juillet, après une entente entre les parties.
Le 4 août, 4 jours après la déposition, Lively accuse Baldoni d'avoir versé au dossier la transcription de 292 pages de la déposition de Lively, arguant qu'« il n'y a aucune raison juridique de déposer la transcription intégrale, d'autant plus qu'elle n'a été ni révisée, ni corrigée, ni finalisée, et que seules deux pages [de la déposition] ont été citées dans leur argumentation ». Elle accuse par la même occasion les avocats de Baldoni d'avoir fait fuiter plusieurs détails sur la déposition dans les médias, dont sa tenue vestimentaire, l'heure à laquelle la déposition a commencé (10 h 13 ET), les personnes qui l'ont accompagné, incluant son mari, Ryan Reynolds, et le fait que Baldoni était présent pour assister à la déposition. Selon les avocats de Lively, « Le narratif créé était que Mme Lively avait besoin d'un large groupe de personnes pour témoigner, tout en laissant entendre à tort que seuls MM. Baldoni et Freedman étaient présents lors de la déposition. En réalité, Mme Lively a témoigné en face de MM. Baldoni, Jamey Heath, Steve Sarowitz, Melissa Nathan et Jennifer Abel, tous présents en personne à cette déposition, ainsi que de huit avocats représentant les parties Wayfarer et Wallace, dont deux l'ont interrogée ». Lively réclame par la suite des sanctions contre l'avocat de Baldoni, Bryan Freedman, l'accusant d'avoir livré des « réquisitoires pré-procès biaisés et incendiaires contre la personnalité, la crédibilité et la réputation de Mme Lively » et d'avoir « calomnié publiquement » l'actrice,,.
En réaction, le 6 août, Baldoni rétorque que Lively ne « cite aucune preuve » que son équipe serait derrière les fuites et que la transcription a été déposée sous scellés, conformément à la procédure. Les avocats de Baldoni ajoutent ne pas comprendre pourquoi Lively tient autant à garder son propre témoignage secret « dans une poursuite dans laquelle elle est la plaignante »,. Le 8 août, le juge donne raison à Lively et ordonne que la transcription soumise par Baldoni soit exclue du dossier,.
Le 11 août, Lively verse au dossier un extrait de la transcription sa déposition cité par Baldoni. Dans l'extrait, un avocat de Baldoni demande à Lively à quel moment la campagne de dénigrement alléguée aurait pris fin, ce à quoi Lively répond : « On n'a pas l'impression qu'elle est terminée », suggérant que la campagne est toujours en cours. Invitée à préciser quel défendeur est impliqué dans la campagne, Lively répond à l'avocat : « Tous. Et je crois que vous en êtes aussi ». Elle ajoute croire que « le fait que vous ayez intenté un procès en représailles, les sorties médiatiques que vous avez faites et les déclarations que vous avez faites à mon endroit et à l'endroit de ma personnalité ressemblent incroyablement à des représailles ». Elle admet cependant ne pas être en mesure d'expliquer quelle serait la participation des défendeurs dans cette campagne sans révéler les détails de ses conversations avec ses avocats,,.